# Wyścig Pokoju 1950
III edycja Wyścigu Pokoju (fr. Course de la Paix) odbyła się w dniach 30 kwietnia – 9 maja 1950 r. Wyścig kolarski organizowany przez Trybunę Ludu i Rudé Právo otrzymał oficjalną nazwę Wyścigu Pokoju. Stało się to dlatego, że Polski Komitet Obrońców Pokoju ufundował nagrodę dla zwycięzcy klasyfikacji drużynowej. Tym razem wyścig odbywał się na trasie z Warszawy do Pragi i miał długość 1557 km. W klasyfikacji indywidualnej zwyciężył Duńczyk Willy Emborg. W klasyfikacji drużynowej zwyciężyła reprezentacja Czechosłowacji. Sędzią głównym wyścigu był Polak Franciszek Szymczyk.

Podobnie jak w poprzednich edycjach regulamin głosił, że „w wyścigu mogą brać udział zaproszeni kolarze krajów demokracji ludowej oraz robotniczych związków sportowych innych państw, posiadających licencje na rok 1950.” Po raz kolejny zrobiono wyjątek dla Francuzów, którzy reprezentowali FSGT, czyli związek nie posiadający licencji Francuskiej Federacji Kolarskiej, a więc nie afiliowany w UCI. Dodatkowo jeszcze w drodze wyjątku dopuszczono do startu narodową reprezentację Danii.

## Lista startowa
W III edycji Wyścigu Pokoju udział wzięło 71 kolarzy, spośród których 51 dotarło do mety w Pradze. Zmiany w regulaminie spowodowały, że każdy kraj mogła reprezentować teraz tylko jedna, sześcioosobowa drużyna. Do startu w wyścigu pierwotnie zgłoszono 13 zespołów ale ostatecznie wystartowało 12 drużyn, gdyż Albańczycy nie dotarli na start. Po raz pierwszy w wyścigu udział wzięli kolarze z NRD, Danii, Anglii i Włoch. Ten ostatni kraj reprezentowany był przez zespół robotniczy z Triestu, które to miasto stanowiło wówczas odrębny twór państwowoprawny zwany Wolnym Terytorium Triestu. Zespoły, które wzięły udział w 3. edycji Wyścigu Pokoju:
| ANGLIA (drużyna robotnicza)       | ANGLIA (drużyna robotnicza)       | ANGLIA (drużyna robotnicza)       | ANGLIA (drużyna robotnicza)       | POLONIA FRANCUSKA                             | POLONIA FRANCUSKA                             | POLONIA FRANCUSKA                             | POLONIA FRANCUSKA                             |
| --------------------------------- | --------------------------------- | --------------------------------- | --------------------------------- | --------------------------------------------- | --------------------------------------------- | --------------------------------------------- | --------------------------------------------- |
| 7                                 | Lane Hook                         | 10                                | T. Sauders                        | 43                                            | Leon Drobniewski                              | 46                                            | Feliks Klabiński                              |
| 8                                 | T. Jones                          | 11                                | J. Spragg                         | 44                                            | Benedykt Jakubowski                           | 47                                            | Władysław Klabiński                           |
| 9                                 | K. Russell                        | 12                                | J. Welsh                          | 45                                            | Bronisław Klabiński                           | 48                                            | Aleksander Sowa                               |
| BUŁGARIA                          | BUŁGARIA                          | BUŁGARIA                          | BUŁGARIA                          | RUMUNIA                                       | RUMUNIA                                       | RUMUNIA                                       | RUMUNIA                                       |
| 13                                | Iwan Dinew                        | 16                                | Georgi Geszew                     | 49                                            | Nicolae Chicomban                             | 52                                            | Marin Niculescu                               |
| 14                                | Miłko Rusew                       | 17                                | Stefan Iwanow                     | 50                                            | Traian Chicomban                              | 53                                            | Ervant Norhadian                              |
| 15                                | Iwan Georgiew                     | 18                                | Ilija Wełczew                     | 51                                            | Gheorghe Negoescu                             | 54                                            | Constantin Șandru                             |
| DANIA                             | DANIA                             | DANIA                             | DANIA                             | WĘGRY                                         | WĘGRY                                         | WĘGRY                                         | WĘGRY                                         |
| 19                                | Knud Erik Andersen                | 22                                | Wedell Østergaard                 | 55                                            | Géza Holényi                                  | 58                                            | János Ötvös                                   |
| 20                                | Freddy Ammentorp                  | 23                                | Willy Emborg                      | 56                                            | Géza Kertész                                  | 59                                            | Gyula Sere                                    |
| 21                                | Børge Saxil Nielsen               | 24                                | Gunnar Røpke                      | 57                                            | Sandor Nyilasi                                | 60                                            | Tibor Vida                                    |
| FINLANDIA (TUL)                   | FINLANDIA (TUL)                   | FINLANDIA (TUL)                   | FINLANDIA (TUL)                   | CZECHOSŁOWACJA                                | CZECHOSŁOWACJA                                | CZECHOSŁOWACJA                                | CZECHOSŁOWACJA                                |
| 25                                | Veikko Kasslin                    | 28                                | Onni Niemi                        | 61                                            | Jiří Holubec                                  | 64                                            | Josef Skořepa                                 |
| 26                                | Aulis Laine                       | 29                                | Sulo Punkinen                     | 62                                            | Milan Perič                                   | 65                                            | Zdeněk Šrámek                                 |
| 27                                | Lennart Mäkilä                    | 30                                | Eino Salminen                     | 63                                            | Vlastimil Růžička                             | 66                                            | Jan Veselý                                    |
| FRANCJA (FSGT)                    | FRANCJA (FSGT)                    | FRANCJA (FSGT)                    | FRANCJA (FSGT)                    | POLSKA                                        | POLSKA                                        | POLSKA                                        | POLSKA                                        |
| 31                                | Maurice Herbulot                  | 34                                | Jacques Alix                      | 67                                            | Tadeusz Gabrych                               | 70                                            | Roman Siemiński                               |
| 32                                | Charles Riegert                   | 35                                | Marcel Lemay                      | 68                                            | Wojciech Królikowski                          | 71                                            | Władysław Wandor                              |
| 33                                | Eugène Garnier                    | 36                                | Franck Vriet                      | 69                                            | Teofil Sałyga                                 | 72                                            | Wacław Wrzesiński                             |
| NIEMIECKA REPUBLIKA DEMOKRATYCZNA | NIEMIECKA REPUBLIKA DEMOKRATYCZNA | NIEMIECKA REPUBLIKA DEMOKRATYCZNA | NIEMIECKA REPUBLIKA DEMOKRATYCZNA | WOLNE TERYTORIUM TRIESTU (drużyna robotnicza) | WOLNE TERYTORIUM TRIESTU (drużyna robotnicza) | WOLNE TERYTORIUM TRIESTU (drużyna robotnicza) | WOLNE TERYTORIUM TRIESTU (drużyna robotnicza) |
| 37                                | Werner Gräbner                    | 40                                | Karl-Heinz Hey                    |                                               | Enrico Sossi                                  |                                               | Giuliano Donadell                             |
| 38                                | Otto Busse                        | 41                                | Lothar Meister I                  |                                               | Leonardo Di Luciano                           |                                               | Luciano Horvatin                              |
| 39                                | Horst Gaede                       | 42                                | Kurt Plitt                        |                                               | Livio Zanolla                                 |                                               |                                               |

## Trasa wyścigu
3. edycja Wyścigu Pokoju liczyła dziewięć etapów i tym razem rozpoczynała się w Warszawie, a kończyła w Pradze. Pierwszych pięć etapów prowadziło przez terytorium Polski. Szósty etap rozpoczynał się w przygranicznym Cieszynie i kończył w Gottwaldovie. Był to etap górski.  Pozostałe trzy etapy w całości rozgrywane były na terenie Czechosłowacji. Najdłuższym etapem był, liczący 218 km, III etap z Łodzi do Wrocławia. Niewiele krótszy był również V etap z Chorzowa do Cieszyna. Najkrótsze etapy liczyły po 143 km i były to etapy I (dookoła Warszawy) i VIII (z Brna do Pardubic).

## Zmiany w regulaminie Wyścigu
W 1950 r. nieco zmieniono i tak nadal surowe przepisy regulaminu. Zwycięzca etapu otrzymywał 1 minutę bonifikaty. Jednak przebicie opony nie uprawniało do zmiany koła, którego wymiana karana była dodaniem 20 minut do czasu zawodnika, a wszelkie naprawy musiał on wykonywać sam (pomoc innych osób kosztowała dodatkowe 10 minut). Jedynie przy bardzo poważnych uszkodzeniach roweru np. złamanie ramy, widelca itp. dozwolona była pomoc mechanika jadącego w wozie technicznym. Nie było natomiast kar za zamianę roweru między zawodnikami.

## Przebieg wyścigu
Od pierwszych etapów wyścig był ciekawy. Pierwszy etap wygrał faworyt Czechosłowaków i tryumfator sprzed roku Jan Veselý. Kolejny etap padł łupem reprezentanta Polonii Francuskiej Bronisława Klabińskiego. Kolejne dwa etapy wygrał inny Czechosłowak Vlastimil Růžička, ale po czterech etapach faworytem wydawał się Klabiński, który miał przewagę 3'42" nad drugim zawodnikiem w klasyfikacji generalnej. Jednak na V etapie nastąpił atak Williego Emborga, który wygrał ten etap po samotnej ucieczce i osiągnął na nim przewagę blisko 20 minut nad Klabińskim. Dzięki temu zdobył żółtą koszulkę lidera wyścigu. Pomimo walki na kolejnych etapach pochodzącemu z Polski kolarzowi udało się tylko zniwelować przewagę Duńczyka, który ostatecznie wygrał z przewagą 7'20". Trzecie miejsce w klasyfikacji generalnej zajął reprezentujący Czechosłowację Vlastimil Růžička, który wygrał cztery etapy w tej edycji wyścigu i skorzystał na zmianach w regulaminie premiujących bonusami czasowymi zwycięzców etapów. Czwarte miejsce zajął zwycięzca poprzedniej edycji Jan Veselý, który wygrał pierwszy i ostatni etap tej edycji wyścigu. W pierwszej dziesiątce klasyfikacji generalnej wyścigu nie znalazł się żaden reprezentant Polski.

W klasyfikacji drużynowej po raz pierwszy w historii zwyciężyła reprezentacja Czechosłowacji. Drugie miejsce niespodziewanie, głównie dzięki świetnemu występowi Willy’ego Emborga zajęła reprezentacja Danii, a trzecie Rumunia. Polska została sklasyfikowana na piątym miejscu a reprezentacja Polonii Francuskiej na siódmym miejscu.

## Wyniki

### I etap, (30 kwietnia 1950), dookołaWarszawy(143 km)
Jeden z dwóch najkrótszych etapów 3. edycji Wyścigu Pokoju zakończył się zwycięstwem reprezentanta Czechosłowacji Jana Veselego, który na finiszu pokonał Duńczyka Knuda Erika Andersena, torowego mistrza świata amatorów w wyścigu na dochodzenie z poprzedniego roku. Razem z nimi w grupie przyjechało jeszcze trzech kolarzy. Niespodziewanie liderami klasyfikacji drużynowej zostali Duńczycy. Zawodnicy z reprezentacji Polski zaprezentowali się słabo, najlepszy z nich Wojciech Królikowski przyjechał 18. ze stratą ponad czterech minut, a drużynowo Polacy stracili ponad 20 minut do zwycięzców. Było to, niestety dla kibiców kolarstwa w Polsce, zwiastunem ich słabej postawy w całym wyścigu. Dobrze zaprezentował się za to najmłodszy z braci Klabińskich, jadący w barwach Polonii Francuskiej Bronisław, który zajął szóste miejsce.
| L.p. | Zawodnik            | Czas/strata |
| ---- | ------------------- | ----------- |
| 1.   | Jan Veselý          | 3:49,27     |
| 2.   | Knud Erik Andersen  | +0,01       |
| 3.   | Maurice Herbulot    | +0,03       |
| 4.   | Børge Saxil Nielsen | +0,04       |
| 5.   | Marin Niculescu     | +0,06       |
| 6.   | Bronisław Klabiński | +0,44       |
| 7.   | Eugène Garnier      | +1,29       |
| 8.   | Marcel Lemay        | +1,30       |
| 9.   | János Ötvös         | +1,31       |
| 10.  | Willy Emborg        | +1,32       |

### II etap, (1 maja 1950), Warszawa –Łódź(183 km)
Po tym etapie kibice w Polsce mieli nowego bohatera. Nie był nim jednak, żaden z reprezentantów Polski a  19-letni Bronisław Klabiński jadący w barwach Polonii Francuskiej. Wygrał on walkę na finiszu w Łodzi pokonując trzech innych uczestników ucieczki, którzy dojechali z nim do mety. Drugie miejsce zajął Bułgar Ilija Wełczew a trzeci był Duńczyk Willy Emborg. Tym razem w pierwszej dziesiątce znalazł się jeden z reprezentantów Polski Teofil Sałyga, który przyjechał na metę szósty ponad dwie minuty za zwycięzcą. Dzięki zwycięstwu na etapie i słabszej jeździe Czechosłowaków Bronisław Klabiński został nowym liderem wyścigu. W klasyfikacji drużynowej przewodzenie przejęli Francuzi.
| L.p. | Zawodnik            | Czas/strata |
| ---- | ------------------- | ----------- |
| 1.   | Bronisław Klabiński | 5:00,12     |
| 2.   | Ilija Wełczew       | +0,01       |
| 3.   | Willy Emborg        | +0,02       |
| 4.   | János Ötvös         | +0,04       |
| 5.   | Jacques Alix        | +2,03       |
| 6.   | Teofil Sałyga       | +2,15       |
| 7.   | Josef Skořepa       | +2,28       |
| 8.   | Constantin Șandru   | +3,02       |
| 9.   | Aleksander Sowa     | +4,20       |
| 10.  | Feliks Klabiński    | +4,44       |

### III etap, (2 maja 1950), Łódź –Wrocław(218 km)
Najdłuższy etap 3. edycji Wyścigu Pokoju nie przyniósł znaczących rozstrzygnięć. Na metę we Wrocławiu dotarła duża grupa kolarzy, z której najszybciej finiszował Vlastimil Růžička z Czechosłowacji wyprzedzając swojego rodaka Jana Veselego. Lider wyścigu Bronisław Klabiński z Polonii Francuskiej kontrolował spokojnie sytuację i dojechał na piątym miejscu. Najlepszym z reprezentantów Polski był Wacław Wrzesiński, który przyjechał siódmy. Podobnie jak w klasyfikacji indywidualnej tak i w drużynowej nie zaszły żadne zmiany i pozycję lidera utrzymała Francja.
| L.p. | Zawodnik            | Czas/strata |
| ---- | ------------------- | ----------- |
| 1.   | Vlastimil Růžička   | 6:06,45     |
| 2.   | Jan Veselý          | +0,00       |
| 3.   | Marin Niculescu     | +0,00       |
| 4.   | Maurice Herbulot    | +0,00       |
| 5.   | Bronisław Klabiński | +0,00       |
| 6.   | Miłko Rusew         | +0,00       |
| 7.   | Wacław Wrzesiński   | +0,00       |
| 8.   | Géza Holényi        | +0,00       |
| 9.   | Georgi Geszew       | +0,00       |
| 10.  | Franck Vriet        | +0,06       |

### IV etap, (3 maja 1950), Wrocław –Chorzów(183 km)
Czwarty etap wygrał również Vlastimil Ružička z Czechosłowacji. Tym razem jednak stało się to po samotnej ucieczce. Drugiego na mecie Francuza Jacques’a Alixa wyprzedził o ponad minutę, a trzeciego Bułgara Miłko Rusewa o blisko trzy i pół minuty. Tuż za Bułgarem przyjechał, kontrolujący nadal sytuację lider Bronisław Klabiński z Polonii Francuskiej. Reprezentanci Polski w dalszym ciągu prezentowali się słabo. Najlepszy z nich Roman Siemiński przyjechał na metę 19. ze stratą ponad czterech minut do zwycięzcy. W klasyfikacji drużynowej zespół Czechosłowacji zbliżył się o dwie minuty do liderujących Francuzów.
| L.p. | Zawodnik            | Czas/strata |
| ---- | ------------------- | ----------- |
| 1.   | Vlastimil Ružička   | 5:47,40     |
| 2.   | Jacques Alix        | +1,18       |
| 3.   | Miłko Rusew         | +3,23       |
| 4.   | Bronisław Klabiński | +3,24       |
| 5.   | Lothar Meister I    | +3,25       |
| 6.   | Maurice Herbulot    | +3,35       |
| 7.   | Jan Veselý          | +3,36       |
| 8.   | Marin Niculescu     | +3,37       |
| 9.   | Stefan Iwanow       | +3,38       |
| 10.  | Marcel Lemay        | +3,39       |

### V etap, (4 maja 1950),Katowice–Cieszyn(216 km)
Drugi najdłuższy etap 3. edycji Wyścigu Pokoju okazał się etapem rozstrzygającym o wynikach końcowych. Na tym długim i trudnym etapie kluczowym był szutrowy odcinek drogi pomiędzy Istebną a Bielskiem, na którym pełno było dziur i wybojów. Wielu kolarzy miało na nim upadki, lub przebijało dętki. Pech dosięgnął również lidera wyścigu Bronisława Klabińskiego z Polonii Francuskiej. Zaliczył on upadek i złamał ramę, co spowodowało, że musiał czekać ponad dziesięć minut na wóz techniczny. Z nieszczęścia lidera postanowił skorzystać mało do tej pory widoczny Duńczyk Willy Emborg, który samotnie zaatakował. Udało mu się i dojechał do mety z przewagą blisko czterech minut nad Aleksandrem Sową, kolegą z zespołu Klabińskiego. Dobrze na tym etapie pojechali reprezentanci Czechosłowacji, którzy przyjechali w kolejnej grupie za Sową. Stracili wprawdzie sześć i pół minuty do zwycięzcy, ale drużynowo wygrali etap i objęli prowadzenie w klasyfikacji zespołowej. Dotychczasowy lider wyścigu dojechał na dziesiątym miejscu, lecz stracił niespełna dwanaście minut do zwycięzcy i w związku z tym również koszulkę lidera. Najlepszy z reprezentantów Polski Wojciech Królikowski dojechał 18., ze stratą ponad 22 minut. W sumie reprezentacja Polski straciła na tym etapie niemalże 54 minuty do zwycięskich Czechosłowaków.
| L.p. | Zawodnik            | Czas/strata |
| ---- | ------------------- | ----------- |
| 1.   | Willy Emborg        | 6:22,02     |
| 2.   | Aleksander Sowa     | +3,53       |
| 3.   | Miłko Rusew         | +6,29       |
| 4.   | Jan Veselý          | +6,29       |
| 5.   | Vlastimil Růžička   | +6,29       |
| 6.   | Josef Skořepa       | +6,29       |
| 7.   | Constantin Şandru   | +7,49       |
| 8.   | Stefan Iwanow       | +10,23      |
| 9.   | Marin Niculescu     | +10,56      |
| 10.  | Bronisław Klabiński | +11,56      |

### VI etap, (6 maja 1950), Cieszyn –Gottwaldov(161 km)
Szósty etap rozgrywany po dniu przerwy był etapem spokojnym, na którym niewiele się działo. Na metę w Gottwaldovie dojechała duża grupa kolarzy, z której na finiszu najszybszy okazał się Vlastimil Růžička z Czechosłowacji. W klasyfikacjach indywidualnej i drużynowej nie zaszły żadne zmiany. Liderem nadal pozostał Duńczyk Willy Emborg, a w klasyfikacji drużynowej Czechosłowacja.
| L.p. | Zawodnik            | Czas/strata |
| ---- | ------------------- | ----------- |
| 1.   | Vlastimil Růžička   | 4:15,24     |
| 2.   | Bronisław Klabiński | +0,00       |
| 3.   | Georgi Geszew       | +0,00       |
| 4.   | Wacław Wrzesiński   | +0,00       |
| 5.   | Tadeusz Gabrych     | +0,00       |

### VII etap, (7 maja 1950), Gottwaldov –Brno(148 km)
Siódmy etap przyniósł jeszcze jeden zryw Bronisława Klabińskiego, który oderwał się od peletonu i pilnujących go Duńczyków i samotnie dojechał do mety w Brnie. Jednak zdołał wyprzedzić lidera Willy’ego Emborga i wspomagających go kolegów o pół minuty, co nie miało większego znaczenia dla układu sił w czołówce. Wspomniani Duńczycy bardzo dobrze pilnowali swojego lidera i pomogli mu bezproblemowo dojechać do mety. W klasyfikacji drużynowej nie doszło do większych zmian. Reprezentanci Polski zaliczyli kolejny słaby etap, a najlepszy z nich Wacław Wrzesiński był dopiero 20. ze stratą ponad siedmiu minut do zwycięzcy.
| L.p. | Zawodnik            | Czas/strata |
| ---- | ------------------- | ----------- |
| 1.   | Bronisław Klabiński | 3:47,47     |
| 2.   | Willy Emborg        | +0,33       |
| 3.   | Wedell Østergaard   | +0,39       |
| 4.   | Knud Erik Andersen  | +0,51       |
| 5.   | Miłko Rusew         | +1,48       |
| 6.   | Vlastimil Ružička   | +2,50       |
| 7.   | Gyula Sere          | +3,52       |
| 8.   | Lothar Meister I    | +4,27       |
| 9.   | Jacques Alix        | +4,54 (?)   |
| 10.  | Tibor Vida          | +4,45 (?)   |

### VIII etap, (8 maja 1950), Brno –Pardubice(143 km)
Etap ósmy był już spokojniejszy od poprzednich. Przewaga lidera wyścigu Duńczyka Willy’ego Emborga była duża i dodając do niej wsparcie od kolegów z zespołu nikt nie mógł już liczyć na zwycięstwo w wyścigu. W związku z tym silna reprezentacja Czechosłowacji skupiła się na tym, aby utrzymać prowadzenie w klasyfikacji zespołowej. Poza tymi dwoma drużynami nie było na tyle silnej drużyny by jeszcze ktoś włączył się do walki. W związku z tym na metę w Pardubicach dojechała duża grupa kolarzy. Najszybciej finiszował z niej szybki Vlastimil Růžička, który odniósł tym samym czwarte etapowe zwycięstwo w tej edycji wyścigu. Tuż za nim finiszował Børge Saxil Nielsen z Danii i Bronisław Klabiński z Polonii Francuskiej. Z reprezentantów Polskinajwyżej sklasyfikowano Tadeusza Gabrycha, który był dziewiąty.
| L.p. | Zawodnik            | Czas/strata |
| ---- | ------------------- | ----------- |
| 1.   | Vlastimil Růžička   | 3:35,35     |
| 2.   | Børge Saxil Nielsen | +0,00       |
| 3.   | Bronisław Klabiński | +0,00       |
| 4.   | Knud Erik Andersen  | +0,00       |
| 5.   | Aleksander Sowa     | +0,00       |
| 6.   | Marin Niculescu     | +0,00       |
| 7.   | Milan Perič         | +0,00       |
| 8.   | Wedell Østergaard   | +0,00       |
| 9.   | Tadeusz Gabrych     | +0,00       |
| 10.  | Miłko Rusew         | +0,00       |

### IX etap, (9 maja 1950), Pardubice –Praga(162 km)
Dziewiąty etap można nazwać etapem „przyjaźni”. Wszyscy byli już pogodzeni z sytuacją w klasyfikacjach zarówno drużynowej, jak i indywidualnej. Na metę w Pradze dojechała duża grupa, z której najszybciej finiszował tym razem, podobnie jak na pierwszym etapie Jan Veselý z Czechosłowacji. Było to jego drugie etapowe zwycięstwo w tej edycji a w sumie szóste (na dziewięć etapów) dla jego zespołu. Przypieczętował w ten sposób tryumf reprezentacji Czechosłowacji w klasyfikacji drużynowej. Zwycięzcą całego wyścigu został Duńczyk Willy Emborg, który tym razem przyjechał dziewiąty. Słabo spisujący się w całym wyścigu reprezentanci Polski również tym razem nie zaprezentowali się najlepiej. Najlepszy z nich Wacław Wrzesiński był dziesiąty. Reprezentacja zakończyła wyścig na piątym miejscu ze stratą ponad półtorej godziny do zespołu Czechosłowacji.
| L.p. | Zawodnik            | Czas/strata |
| ---- | ------------------- | ----------- |
| 1.   | Jan Veselý          | 4:08,23     |
| 2.   | Marin Niculescu     | +0,03       |
| 3.   | Bronisław Klabiński | +0,04       |
| 4.   | Milan Perič         | +0,05       |
| 5.   | Børge Saxil Nielsen | +0,06       |
| 6.   | Josef Skořepa       | +0,07       |
| 7.   | Aleksander Sowa     | +0,08       |
| 8.   | Constantin Șandru   | +0,09       |
| 9.   | Willy Emborg        | +0,10       |
| 10.  | Wacław Wrzesiński   | +0,11       |

### Etapy podsumowanie
| Etap      | Data        | Start – meta         | Długość (km) | Zwycięzca etapu     | Czas Średnia prędkość | Lider               | Lider drużynowy wyścigu |
| I etap    | 30 kwietnia | dookoła Warszawy     | 143 km       | Jan Veselý          | 3h 49'27" 37,4 km/h   | Jan Veselý          | Dania                   |
| II etap   | 1 maja      | Warszawa – Łódź      | 183 km       | Bronisław Klabiński | 5h 00'12" 36,6 km/h   | Bronisław Klabiński | Francja                 |
| III etap  | 2 maja      | Łódź – Wrocław       | 218 km       | Vlastimil Růžička   | 6h 06'45" 35,7 km/h   | Bronisław Klabiński | Francja                 |
| IV etap   | 3 maja      | Wrocław – Chorzów    | 183 km       | Vlastimil Růžička   | 5h 47'40" 34,6 km/h   | Bronisław Klabiński | Francja                 |
| V etap    | 4 maja      | Katowice – Cieszyn   | 216 km       | Willy Emborg        | 6h 22'02" 33,9 km/h   | Willy Emborg        | Czechosłowacja          |
| VI etap   | 6 maja      | Cieszyn – Gottwaldov | 161 km       | Vlastimil Růžička   | 4h 15'24" 37,8 km/h   | Willy Emborg        | Czechosłowacja          |
| VII etap  | 7 maja      | Gottwaldov – Brno    | 146 km       | Bronisław Klabiński | 3h 46'47" 38,4 km/h   | Willy Emborg        | Czechosłowacja          |
| VIII etap | 8 maja      | Brno – Pardubice     | 143 km       | Vlastimil Růžička   | 3h 35'35" 39,8 km/h   | Willy Emborg        | Czechosłowacja          |
| IX etap   | 9 maja      | Pardubice – Praga    | 146 km       | Jan Veselý          | 4h 08'23" 39,2 km/h   | Willy Emborg        | Czechosłowacja          |

## Klasyfikacja indywidualna
Koszulka żółta
| L.p. | Zawodnik            | Czas/strata | L.p. | Zawodnik             | Czas/strata |
| ---- | ------------------- | ----------- | ---- | -------------------- | ----------- |
| 1.   | Willy Emborg        | 43:01,04    | 26.  | Teofil Sałyga        | +1:48,11    |
| 2.   | Bronisław Klabiński | +7,19       | 27.  | Wojciech Królikowski | +1:52,19    |
| 3.   | Vlastimil Růžička   | +8,14       | 28.  | Ervant Norhadian     | +2:04,21    |
| 4.   | Jan Veselý          | +19,14      | 29.  | Feliks Klabiński     | +2:09,49    |
| 5.   | Marin Niculescu     | +19,14      | 30.  | Iwan Dinew           | +2:12,11    |
| 6.   | Tibor Vida          | +33,36      | 31.  | Géza Holényi         | +2:13,36    |
| 7.   | János Ötvös         | +34,01      | 32.  | Werner Gräbner       | +2:15,58    |
| 8.   | Miłko Rusew         | +35,22      | 33.  | Władysław Wandor     | +2:24,55    |
| 9.   | Gyula Sere          | +36,23      | 34.  | Gunnar Røpke         | +2:39,41    |
| 10.  | Constantin Șandru   | +44,36      | 35.  | Onni Niemi           | +2:46,23    |
| 11.  | Josef Skořepa       | +49,58      | 36.  | Gheorghe Negoescu    | +2:51,49    |
| 12.  | Marcel Lemay        | +56,54      | 37.  | Charles Riegert      | +2:58,24    |
| 13.  | Nicolae Chicomban   | +57,51      | 38.  | Eino Salminen        | +3:02,17    |
| 14.  | Lothar Meister I    | +58,46      | 39.  | Traian Chicomban     | +3:07,08    |
| 15.  | Wedell Østergaard   | +1:10,16    | 40.  | Zdeněk Šrámek        | +3:09,42    |
| 16.  | Wacław Wrzesiński   | +1:12,44    | 41.  | Giuliano Donadell    | +3:15,05    |
| 17.  | Ilija Wełczew       | +1:18,11    | 42.  | Enrico Sossi         | +3:36,42    |
| 18.  | Tadeusz Gabrych     | +1:22,39    | 43.  | Lennart Mäkilä       | +4:02,47    |
| 19.  | Aleksander Sowa     | +1:27,04    | 44.  | Otto Busse           | +4:04,16    |
| 20.  | Horst Gaede         | +1:30,24    | 45.  | Karl-Heinz Hey       | +4:04,27    |
| 21.  | Knud Erik Andersen  | +1:30,25    | 46.  | Sulo Punkinen        | +4:18,57    |
| 22.  | Roman Siemiński     | +1:31,13    | 47.  | Veikko Kasslin       | +4:25,48    |
| 23.  | Børge Saxil Nielsen | +1:32,32    | 48.  | Lane Hook            | +4:52,08    |
| 24.  | Milan Perič         | +1:42,22    | 49.  | Leonardo Di Luciano  | +5:03,01    |
| 25.  | Jacques Alix        | +1:43,44    | 50.  | Livio Zanolla        | +5:48,41    |

## Klasyfikacja drużynowa
Na wynik składa się rzeczywista suma czasów – bez bonifikat – trzech pierwszych zawodników drużyny na każdym etapie.
| L.p. | Drużyna        | Czas/strata | L.p. | Drużyna                           | Czas/strata     |
| ---- | -------------- | ----------- | ---- | --------------------------------- | --------------- |
| 1.   | Czechosłowacja | 129:42,52   | 7.   | Polonia francuska                 | +2:26,59        |
| 2.   | Dania          | +25,38      | 8.   | Niemiecka Republika Demokratyczna | +3:07,35        |
| 3.   | Rumunia        | +35,36      | 9.   | Francja                           | +3:59,59        |
| 4.   | Węgry          | +1:03,22    | 10.  | Finlandia                         | +7:20,17        |
| 5.   | Polska         | +1:38,27    | 11.  | Wolne Terytorium Triestu          | +11:00,10       |
| 6.   | Bułgaria       | +1:39,10    |      | Anglia                            | zdekompletowana |